# Pseudupeneus grandisquamis
Pseudupeneus grandisquamis es una especie de peces de la familia Mullidae en el orden de los Perciformes.

## Morfología
• Los machos pueden llegar alcanzar los 30 cm de longitud total.

## Distribución geográfica
Se encuentra desde la Baja California (México) hasta Chile.

## Hábitat
Es un pez de mar.